# Paducah
Paducah je město ve Spojených státech amerických. Nachází se v okrese McCracken County, jehož je zároveň správním sídlem, ve státě Kentucky. Ve městě žije přibližně 27 tisíc obyvatel a jeho rozloha činí 51,8 km². Leží v regionu zvaném Upland South na soutoku řek Tennesse a Ohio severozápadně od Nashvillu v Tennessee a jihovýchodně od St. Louis v Missouri.

## Rodáci
- Rumer Willis (* 1988) – americká herečka
- Harry Lookofsky (1913–1998)